# Brothers & Sisters (singel)
Brothers & Sisters to piosenka rockowej grupy Coldplay, pochodząca z jej drugiego EP, Brothers & Sisters EP. Nagranie zostało ukończone w ciągu zaledwie 4 dni. Nastrojowy utwór, który został umieszczony na wydaniu singla, „Easy to Please” został wzbogacony nowym efektem dźwiękowym – odgłosami deszczu, uzyskanymi poprzez wystawienie mikrofonów na zewnątrz studia w deszczowy dzień. Piosenka poza wydaniem na CD, ukazała się także na płytach winylowych, w ilości 1500 egzemplarzy. Nowsza wersja  „Brothers & Sisters” została umieszczona na singlu „Trouble”.
Po sukcesie albumu Parachutes grupa wykonała piosenkę w programie Jo Whileya.

## Lista utworów
1. „Brothers & Sisters”
2. „Easy to Please”
3. „Only Superstition”